# Купина кільчаста
Купина́ кільча́ста (Polygonatum verticillatum (L.) All.) — багаторічна трав'яниста рослина з роду купина (Polygonatum) родини холодкових (Asparagaceae). Народні назви: когутик очертій, купина́ очертова́, когу́тик, медунки́, осоло́дич, очерті́й, па́льці Ма́тері Бо́жої, ягідни́к.

## Загальна біоморфологічна характеристика

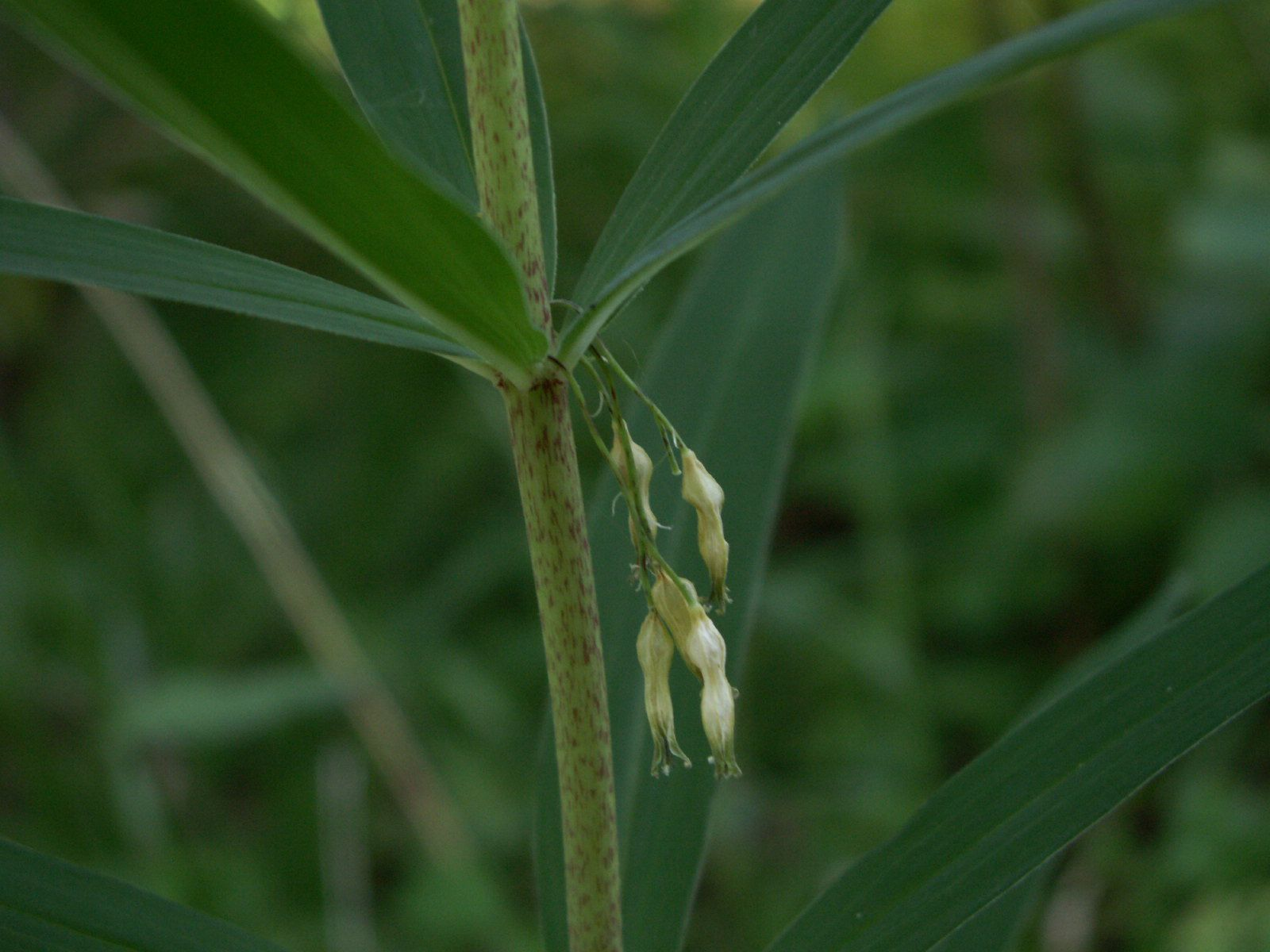
Квітки купини кільчастої

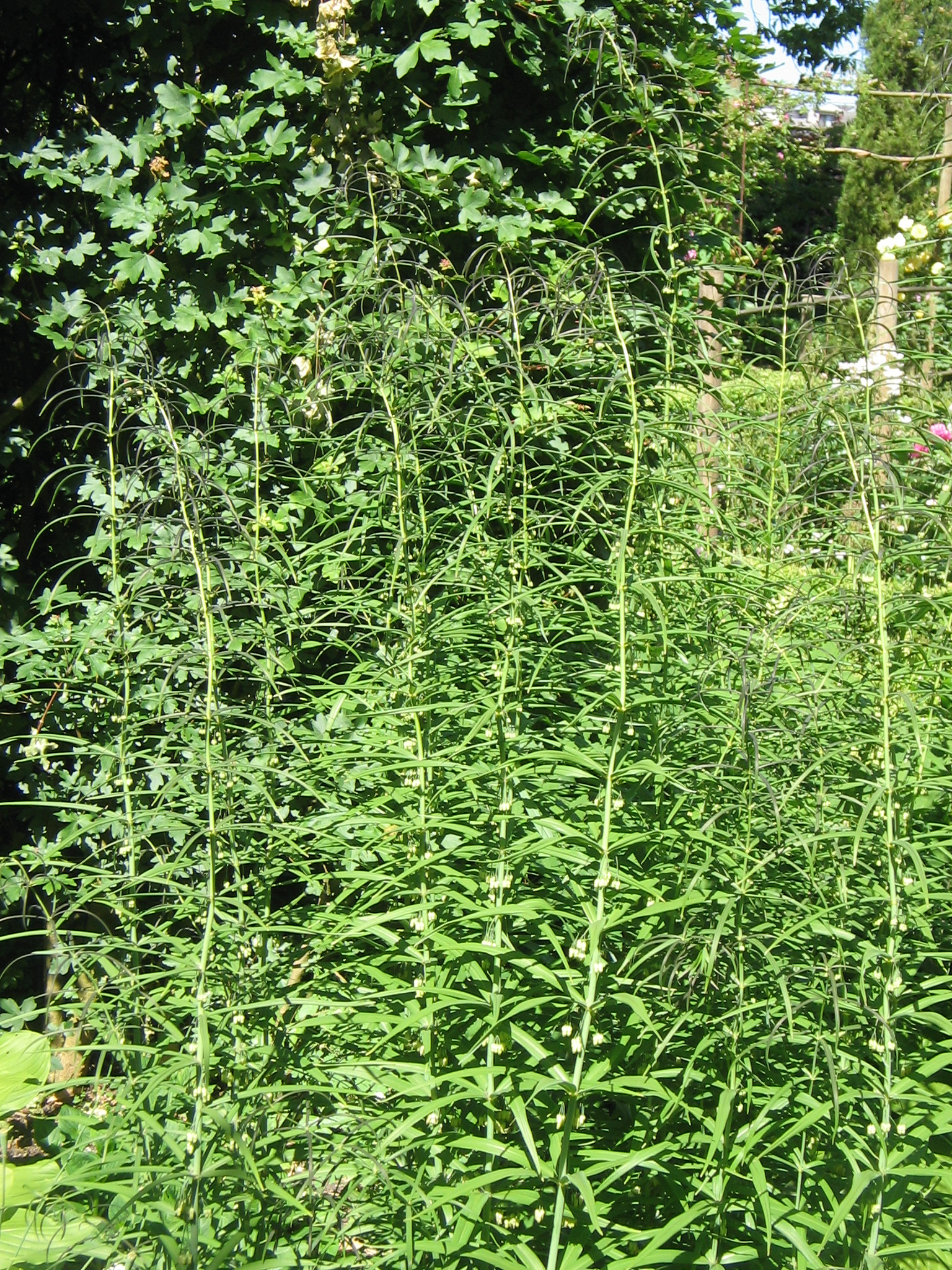
Купина кільчаста, загальний вигляд

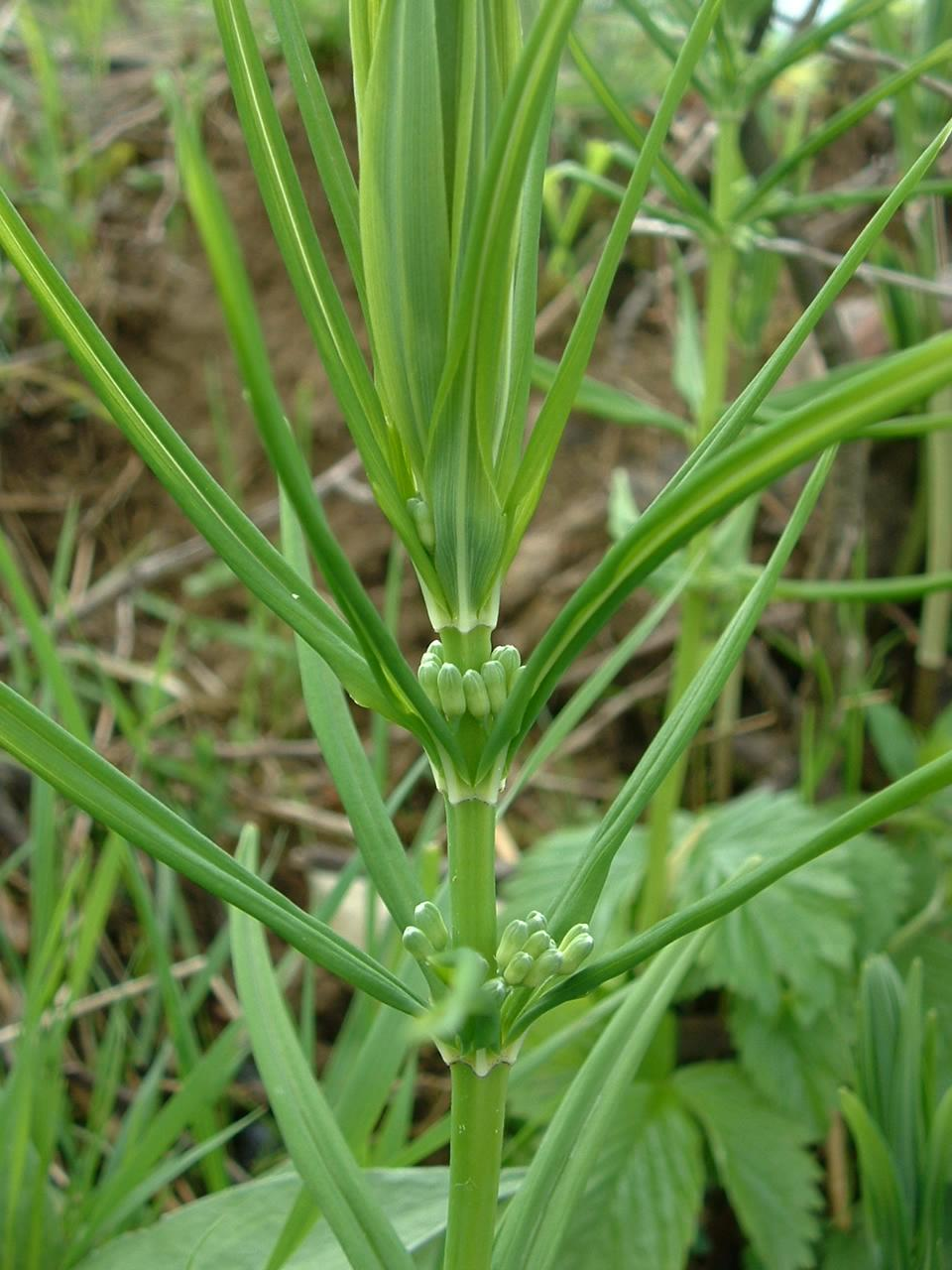
Купина кільчаста перед цвітінням

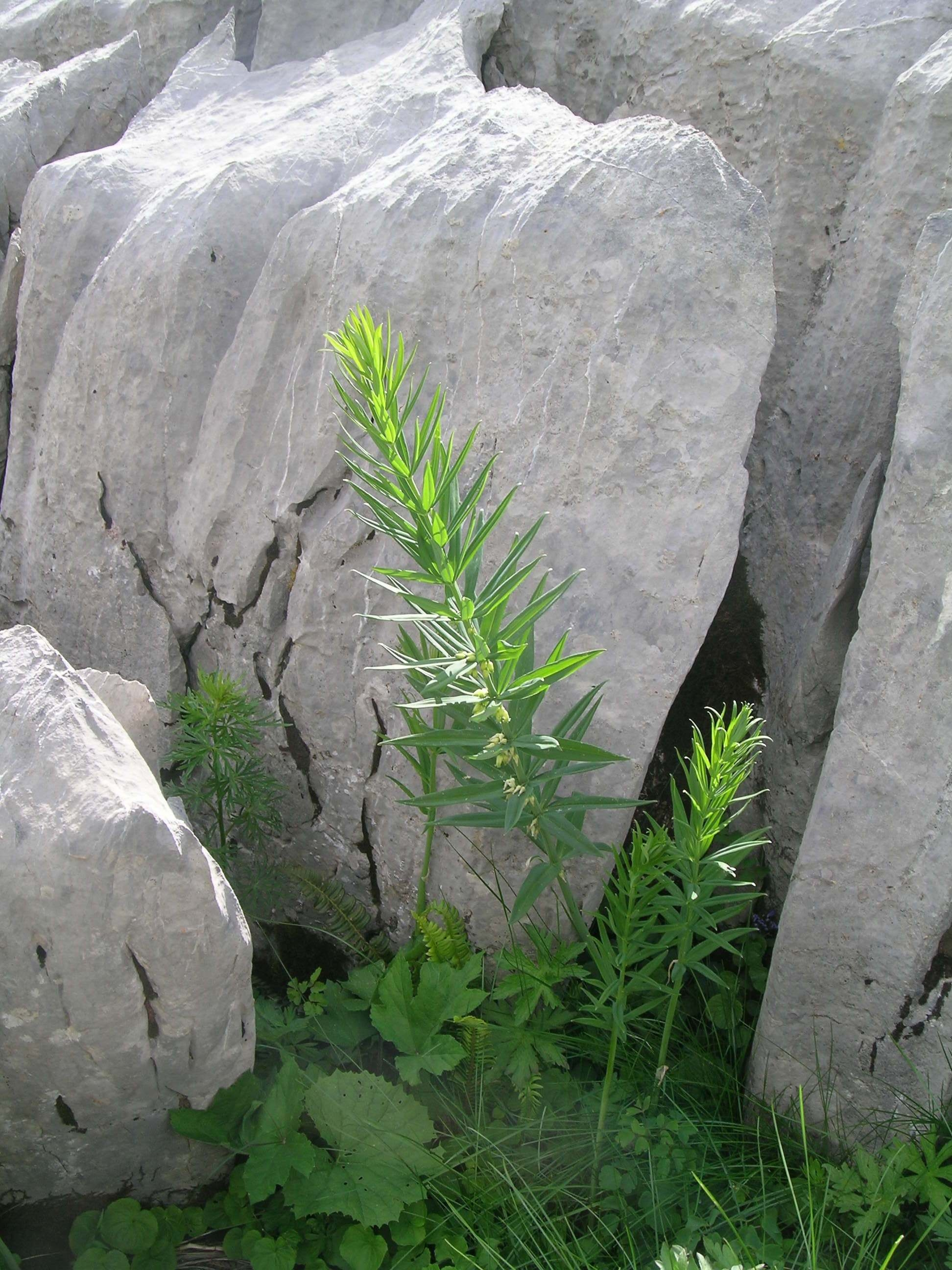
Купина кільчаста серед каміння в кантоні Берн, Швейцарія

Рослина з прямим, гранчастим, голим, облистненим стеблом 30-60 см заввишки. Має потовщене м'ясисте кореневище. Листки по 4-8 в мутовках, видовжено-ланцетні або лінійно-ланцетні, до 15 см завдовжки і до 3 см завширшки, вздовж жилок і по краю короткошорсткі. Квіток 2-5 у пазухах листків. Квітки двостатеві, правильні, дрібні. Приквітки плівчасті, зберігаються під час цвітіння. Оцвітина біла, трубчаста, до 1 см завдовжки, з зеленими, опушеними, вузькими, ланцетоподібним відігнутими зубцями. Цвіте в червні-липні. Плід — фіолетово-червона ягода. Цвіте у травні — червні.

## Поширення
- Азія
  - Західна Азія: Афганістан; Туреччина (північний захід)
  - Кавказ: Азербайджан; Грузія
  - Китай: Ганьсу, Внутрішня Монголія, Цинхай, Шеньсі, Шаньсі, Сичуань, Тибетський автономний район, Юньнань
  - Індійський субконтинент: Бутан; Індія; Непал; Пакистан
- Європа
  - Північна Європа: Данія; Норвегія; Швеція; Велика Британія
  - Середня Європа: Австрія; Бельгія; Чехословаччина; Німеччина; Угорщина; Нідерланди; Польща; Швейцарія
  - Східна Європа: Естонія; Латвія; Литва; Російська Федерація (Калінінградська область); Україна
  - Південно-Східна Європа: Албанія; Болгарія; колишня Югославія; Італія; Румунія
  - Південно-Західна Європа: Франція; Іспанія

### Поширення в Україні
В Україні росте у Карпатах, на Прикарпатті та крайньому заході лісостепу.

## Екологія
Поширена в тінистих лісах і на луках в теплопомірній зоні, в горах — до альпійського пояса, на висоті до 2000 м над рівнем моря і вище.

## Охорона у природі
Вид входить до офіційного переліку регіонально рідкісних рослин Тернопільської області.
Купина кільчаста занесена до Червоної книги Латвії. В Російській Федерації цей вид входить до Червоної книги Калінінградської області.

## Хімічний склад
Кореневища купини кільчастої містять алкалоїди, сапоніни, слизисті речовини, крохмаль, цукри тощо.

## Використання
В народній медицині відвар кореневищ вживають усередину при кашлі, гострому бронхіті й запаленні легень, водянці, цукровому діабеті, при статевому безсиллі та як глистогінний засіб. Зовнішньо відвар кореневищ використовують як знеболюючий засіб при люмбаго, радикуліті, ревматизмі, подагрі, геморої та як засіб, що сприяє розсмоктуванню синців. Як болетамувальний засіб використовують і настойку кореневищ. Відваром кореневищ умивають обличчя для зменшення засмаги, а свіжим соком виводять на обличчі плями і ластовиння. Сильне натирання може спричинити виразки. У тибетській медицині кореневища купини кільчастої використовують при шлунково-кишкових захворюваннях.
Корені заготовляють улітку або восени. Використовують свіжі, рідше сухі кореневища. Рослина неофіцинальна.
З екстракту (1:40) купини кільчастої у Грузії виробляють лікарський засіб ГА-40, який використовують у складі комплексної терапії доброякісних новоутворень: мастопатії, фіброми, міоми, аденоми передміхурової залози; злоякісних новоутворень: карциноми, гострого мієлобластного і мегакаріобластного лейкозу.
В культурі з 1561 року. Існує форма цієї рослини, що має червоні стебла (Polygonatum verticillatum f. rubrum).